# L'Homme à cheval
L'Homme à cheval est un roman de Pierre Drieu la Rochelle publié en 1943 aux éditions Gallimard.

## Résumé

### La conquête du pouvoir
En Bolivie, au régiment de Cochabamba, la force et le charisme du lieutenant de cavalerie Jaime Torrijos sont vantées par le guitariste poète Felipe. Jaime est l’amant de la plus belle danseuse du pays, Conchita, et jouit de l’amitié et du respect de tous les officiers du régiment. 
Conscient de sa popularité, il  commence à comploter contre le dictateur en place, Benito Ramirez.
Il bénéficie rapidement du soutien de l’Église et de la Franc-maçonnerie de La Paz, respectivement représentées par le Père Florida et le Docteur Belmez, qui voient en Jaime le seul homme capable de renverser Ramirez.
Aidé des cavaliers de son régiment, Jaime combat les troupes du Protecteur. Après une bataille que perd Jaime, il réussit à surprendre Ramirez et à l’assassiner pendant que ses soldats fêtent leur courte victoire.

### L’exercice du pouvoir
Le fidèle guitariste Felipe rencontre et tombe sous le charme de Dona Camilia, une belle aristocrate de La Paz, passionnée par les choses de l’esprit et la musique. Il lui présente le nouveau Protecteur Jaime. Ces deux êtres s’attirent irrésistiblement, séduits par la force de l’un et l’intelligence de l’autre, et deviennent amants quelque temps.
Après leur rupture, l’aristocratie bolivienne, l’Église et la Franc-maçonnerie s’allient contre le Protecteur et provoquent une révolte de la minorité indienne. Jaime doit la réprimer dans le sang alors qu’il espérait rendre au peuple indien, dont il est en partie issu, sa dignité d’autrefois au cours de son règne.
La révolte indienne a beaucoup atteint Jaime. Il menace le Père Florida et le Docteur Belmez mais renoncent à les tuer et préfère quitter le pouvoir.

## Dans la culture populaire
Alain Delon a longtemps eu pour souhait de produire un film à partir de L'homme à cheval, qu'il aurait fait réaliser par Sam Peckinpah, mais il n'a jamais réussi à le concrétiser.